# 維港·星岸

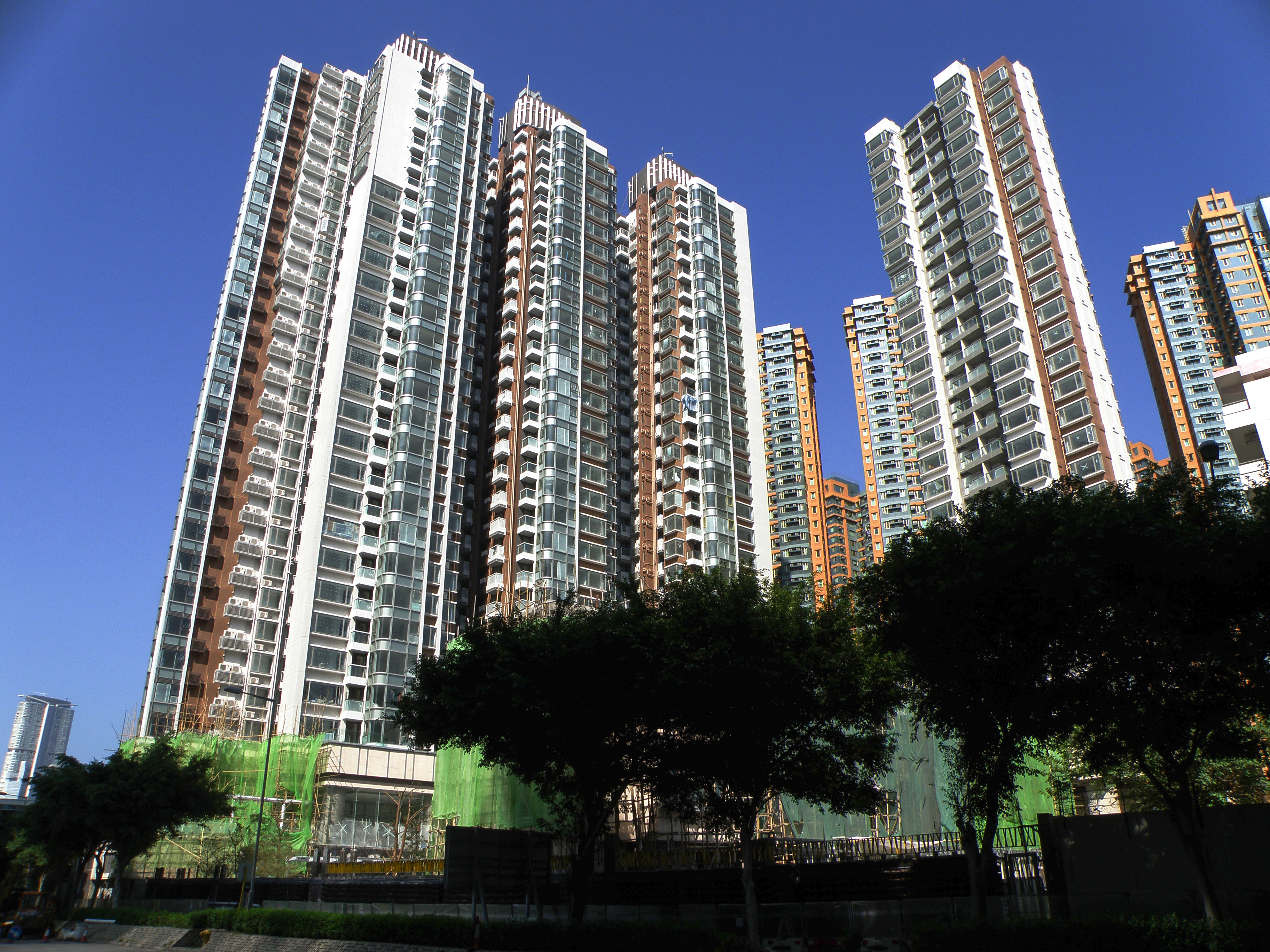
維港·星岸地盤 （2015年9月）

維港·星岸（英語：Stars by the Harbour）是香港九龍一個豪宅屋苑，位於紅磡灣紅鸞道7號，鄰近紅磡碼頭及香港嘉里酒店。由長江實業發展，項目於2015年8月開始銷售，於2016年6月入伙。建築師為梁黃顧建築師（香港）事務所，管理公司為發展商旗下的高衞物業管理。

## 物業簡介
項目由4座樓高30層住宅及9所獨立屋組成，合共提供321個單位。分層單位全部採用3至4房設計，實用面積介乎706至1408方呎。
交樓配套方面，除提供多項名牌家電外，發展商亦為每個分層單位提供德國LEICHT「Eminence Collection」廚櫃，不計家電，每個廚櫃總值約110萬至160萬元。
長實在2010年以每呎樓面地價9,597元投得，項目2015年8月開始銷售時入場費高達1,581萬元，折實平均呎價超過2.35萬元。

### 洋房

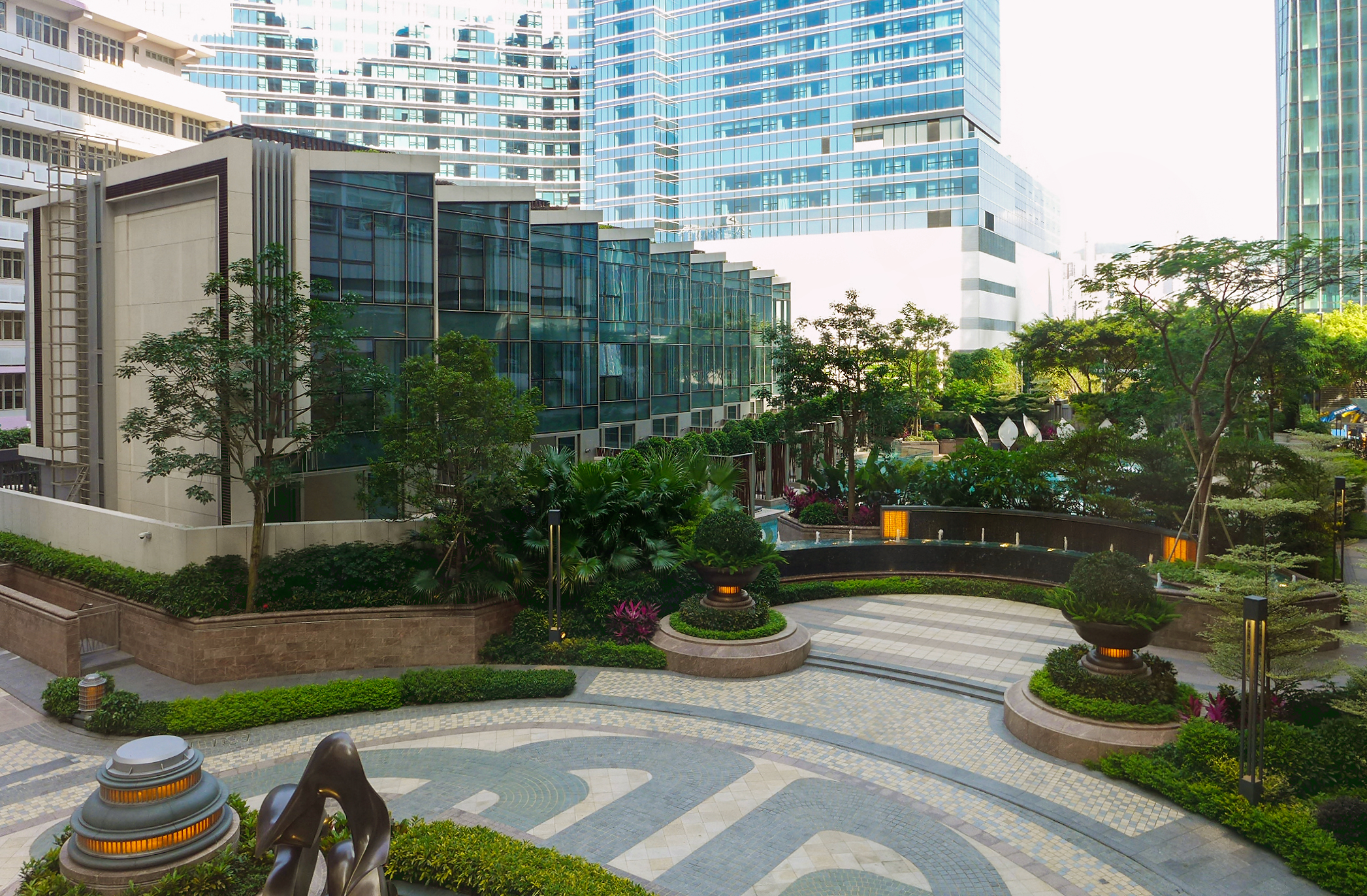
維港·星岸內園的9幢獨立洋房（Gardens by the Harbour）

獨立式洋房（Gardens by the Harbour）為全區獨有、實用面積介乎2,196至2,235方呎。在2017年12月以招標形式推出，9幢洋房各以1.03至1.18億元全數沽清。

## 會所
住客會所名為Club Starlight，樓高兩層，面積近1.5萬方呎，設有宴會廳、32米長的泳池、兒童天地、酒吧及健身室等設施。

## 鄰近
- 海濱南岸
- 半島豪庭
- 馬頭涌官立小學（紅磡灣）
- One HarbourGate
- 香港嘉里酒店
- 黃埔花園
- 紅磡碼頭
- 紅磡海濱花園
- 尖沙咀海濱花園延伸部份
- 海灣軒
- 海韻軒
- 海名軒